# Kristan Vrh
Kristan Vrh je naselje u slovenskoj Općini Šmarje pri Jelšahu. Kristan Vrh se nalazi u pokrajini Štajerskoj i statističkoj regiji Savinjskoj. 

## Stanovništvo
Prema popisu stanovništva iz 2002. godine naselje je imalo 395 stanovnika.